# Granges-sur-Vologne
Pour les articles homonymes, voir Granges et Vologne (homonymie).
Granges-sur-Vologne ([ɡʁɑ̃ʒ], en vosgien de la montagne [gʁɛ̃ːʒ]),  est une ancienne commune française située dans le département des Vosges, en région Grand Est. Elle est devenue le 1er janvier 2016 une commune déléguée de la commune nouvelle de Granges-Aumontzey.
Ses habitants sont appelés les Gringeauds.

## Géographie

### Localisation
Le village de Granges occupe la partie où la vallée de la Vologne commence à s'élargir entre Gérardmer et Bruyères. Le domaine communal se prolonge en amont mais ne possède pas les plateaux avoisinants, où se sont établies les petites localités de Champdray à l'ouest et de Barbey-Seroux à l'est.
C'est une des 201 communes du parc naturel régional des Ballons des Vosges.

### Communes limitrophes
| Jussarupt | Aumontzey (Cne déléguée de Granges-Aumontzey)           | La Chapelle-devant-Bruyères |
| Champdray | Granges-sur-Vologne (Cne déléguée de Granges-Aumontzey) | Barbey-Seroux               |
| Liézey    | Liézey                                                  | Gérardmer                   |

## Toponymie
Le nom de la localité est attesté sous les formes Grainges (1286) ; Grainge (XIVe siècle) ; Grenges (XIVe siècle) ; Grange (1580) ; Granges (1594) ; La mairie de Grange et Seroulx (1628) ; Greinges (XVIIe siècle).

Selon la légende, Charlemagne aurait choisi ce lieu pour y faire bâtir des granges en prévision de ses fréquentes chasses dans les forêts vosgiennes. La configuration des lieux et la dénomination du village accréditent ce fait.
La commune porte le nom de la vallée de la Vologne en amont du village, qui doit elle-même son nom à des granges éparpillés dans la vallée.

## Histoire
Les communautés que comprenait la paroisse de Granges appartenaient au bailliage de Bruyères. L’église, dédiée à saint Georges, était annexe de Champ-le-Duc.

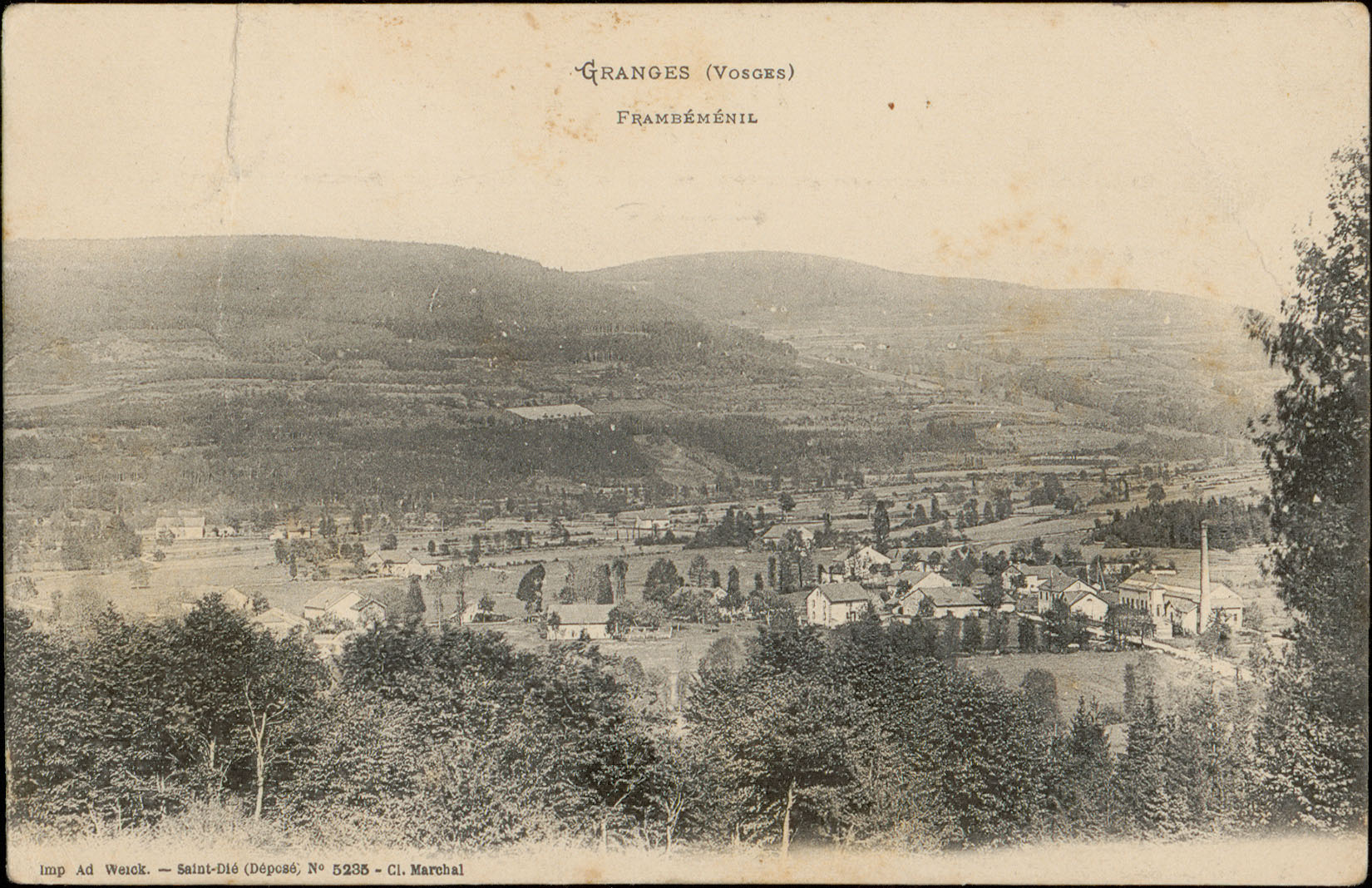
Vue historique de Frambéménil (carte postale Adolphe Weick).

Appliqué dès 1790 à un canton — alors le 6e du district de Bruyères, qui subsista jusqu’en l’an X — le nom de Granges ne désigne une commune que depuis le 10 janvier 1792 : à cette date, un arrêté du département a réuni en une seule les cinq municipalités de la Mairie de Granges, des Vieux-Arrentès-de-Granges, des Nouveaux-Arrentès-de-Granges, des Arrentès-au-dessus-de-Granges et de Frambeménil.
Granges est une des communes aux dépens desquelles a été formée, par ordonnance du 16 mai 1836, celle de Liézey.
L’addition du déterminatif « sur-Vologne » résulte d’un décret du 24 juillet 1917.
Lors de la Seconde Guerre mondiale, la commune est libérée le 14 novembre 1944 par le 143e R.I. US (en), après avoir subi plusieurs destructions : le pont principal et les usines Walter et Ancel[réf. nécessaire].
Le 28 septembre 2015, à la suite des délibérations respectives en ce sens des communes de Granges-sur-Vologne et Aumontzey, le préfet des Vosges arrête la fusion de ces deux communes en une nouvelle commune nommée Granges-Aumontzey à partir du 1er janvier 2016, avec institution de deux communes déléguées, reprenant le nom et les limites territoriales des anciennes communes.

## Politique et administration

### Budget et fiscalité 2015

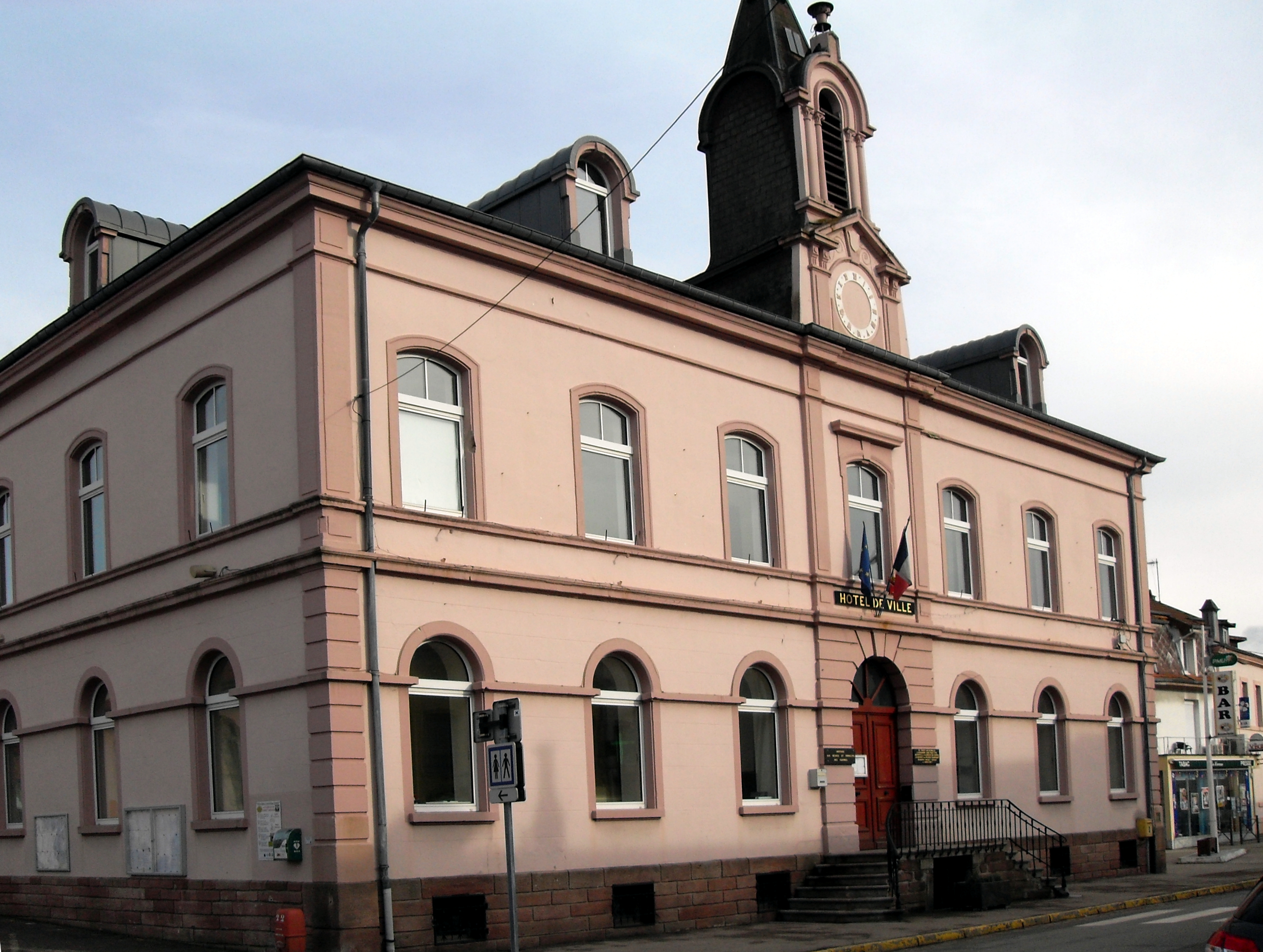
L'hôtel de ville de Granges-sur-Vologne.

Budget et fiscalité avant la création de la commune nouvelle en 2016.
En 2015, le budget de la commune était constitué ainsi :
- total des produits de fonctionnement : 2 035 000 €, soit 880 € par habitant ;
- total des charges de fonctionnement : 1 807 000 €, soit 781 € par habitant ;
- total des ressources d’investissement : 720 000 €, soit 311 € par habitant ;
- total des emplois d’investissement : 547 000 €, soit 236 € par habitant ;
- endettement : 2 137 000 €, soit 924 € par habitant.

Avec les taux de fiscalité suivants :
- taxe d’habitation : 22,04 % ;
- taxe foncière sur les propriétés bâties : 17,17 % ;
- taxe foncière sur les propriétés non bâties : 30,19 % ;
- taxe additionnelle à la taxe foncière sur les propriétés non bâties : 38,75 % ;
- cotisation foncière des entreprises : 16,79 %.

### Liste des maires
| Période                                  | Période      | Identité                   | Étiquette    | Qualité                                                                |
| ---------------------------------------- | ------------ | -------------------------- | ------------ | ---------------------------------------------------------------------- |
| Les données manquantes sont à compléter. |              |                            |              |                                                                        |
| 1869                                     | 1876         | Étienne Seitz              |              | Propriétaire de filatures                                              |
| 1892                                     | 1897         | Didier Walter              |              | Propriétaire de filatures                                              |
| 1945                                     | 1947         | Alice Virot                |              | Sage-femme                                                             |
|                                          |              | Paul Colin                 |              | Croix de guerre 1939-1945 (étoile d'argent)                            |
| mars 1965                                | mars 1989    | Georges Gérard (1920-2016) |              | Agent d'assurances                                                     |
| mars 1989                                | mars 2008    | Guy Martinache             | DVD puis UMP | Infirmier libéral Conseiller général du canton de Corcieux (1988-2015) |
| mars 2008                                | mars 2014    | Sylvie Broglio             | SE           | Retraitée, docteur en pharmacie                                        |
| mars 2014                                | janvier 2016 | Guy Martinache             | UMP          | Infirmier libéral Conseiller général du canton de Corcieux (1988-2015) |

### Jumelages
Granges-sur-Vologne est jumelée avec :
- Ertingen (Allemagne) depuis 1990.

## Population et société

### Démographie
L'évolution du nombre d'habitants est connue à travers les recensements de la population effectués dans la commune depuis 1793. À partir du 1er janvier 2009, les populations légales des communes sont publiées annuellement dans le cadre d'un recensement qui repose désormais sur une collecte d'information annuelle, concernant successivement tous les territoires communaux au cours d'une période de cinq ans. 
Pour les communes de moins de 10 000 habitants, une enquête de recensement portant sur toute la population est réalisée tous les cinq ans, les populations légales des années intermédiaires étant quant à elles estimées par interpolation ou extrapolation. Pour la commune, le premier recensement exhaustif entrant dans le cadre du nouveau dispositif a été réalisé en 2008,.
En 2013, la commune comptait 2 251 habitants, en évolution de −2,05 % par rapport à 2008 (Vosges : −1,74 %, France hors Mayotte : +2,49 %).
| 1793  | 1800  | 1806  | 1821  | 1831  | 1836  | 1841  | 1846  | 1856  |
| ----- | ----- | ----- | ----- | ----- | ----- | ----- | ----- | ----- |
| 1 950 | 1 966 | 2 116 | 2 416 | 2 603 | 2 285 | 2 365 | 2 369 | 2 185 |

| 1861  | 1866  | 1872  | 1876  | 1881  | 1886  | 1891  | 1896  | 1901  |
| ----- | ----- | ----- | ----- | ----- | ----- | ----- | ----- | ----- |
| 2 722 | 2 761 | 2 666 | 2 743 | 2 765 | 3 002 | 3 404 | 3 689 | 3 793 |

| 1906  | 1911  | 1921  | 1926  | 1931  | 1936  | 1946  | 1954  | 1962  |
| ----- | ----- | ----- | ----- | ----- | ----- | ----- | ----- | ----- |
| 3 832 | 3 683 | 3 323 | 3 223 | 3 097 | 3 160 | 3 052 | 2 982 | 2 880 |

| 1968  | 1975  | 1982  | 1990  | 1999  | 2008  | 2013  | - | - |
| ----- | ----- | ----- | ----- | ----- | ----- | ----- | - | - |
| 2 753 | 2 794 | 2 758 | 2 485 | 2 449 | 2 298 | 2 251 | - | - |

### Sports
Le club de basket-ball du GA Granges a évolué une saison en Nationale 2 (2e division nationale à l'époque) en 1982-1983.

## Économie

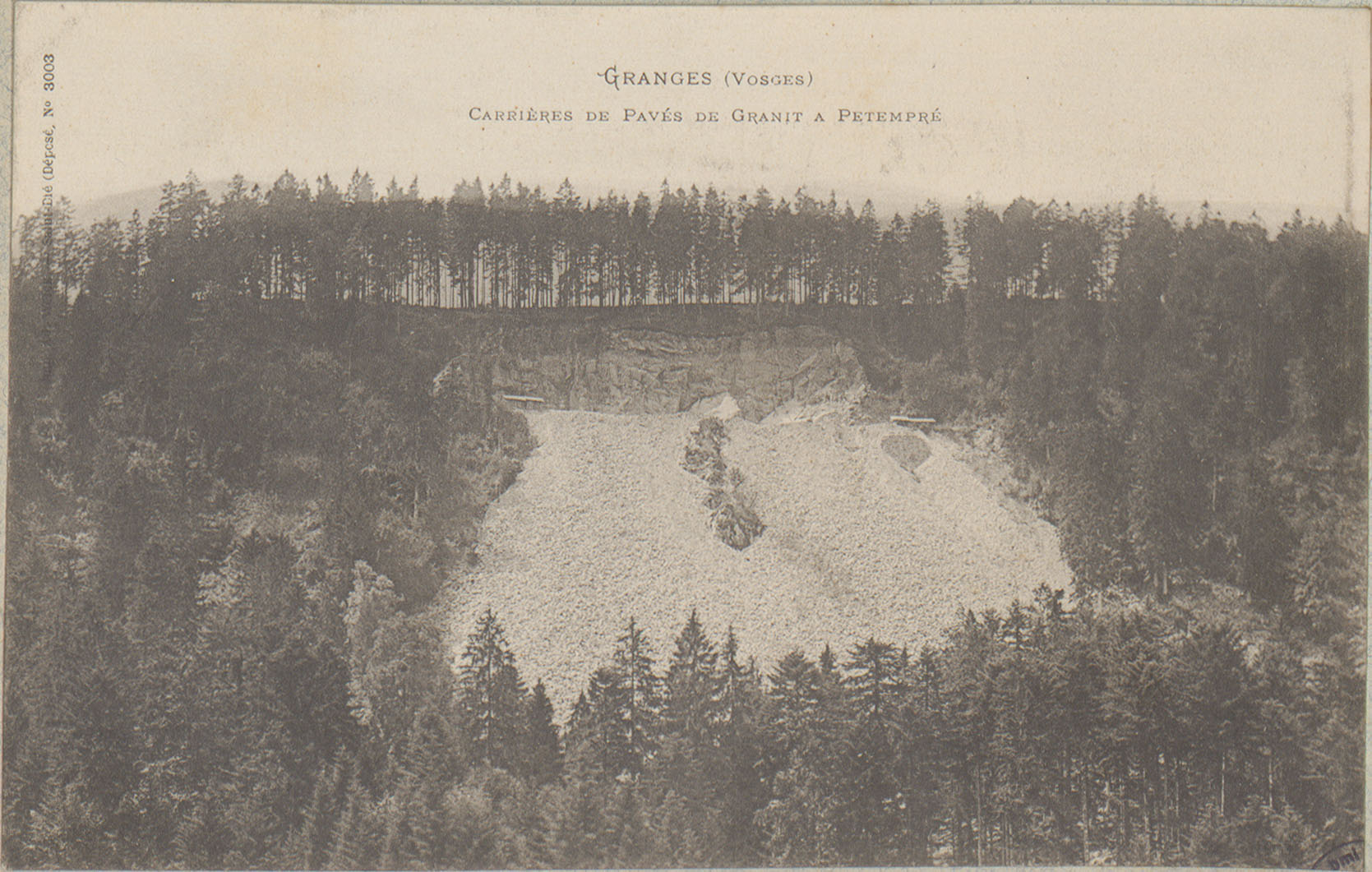
Carrière de pavés de granit à Petempré (carte postale A. Weick).

### Entreprises et commerces

#### Commerces
- Commerces et services de proximité.

## Culture locale et patrimoine

### Lieux et monuments
- Site de la vallée de la Vologne, protégé depuis le 8 décembre 1910[13].
- Église Saint-Georges bâtie au XVe siècle[14]. La tour date de 1662.

Un orgue a été construit en tribune par Théodore Jacquot en 1926.
- Monuments commémoratifs[16],[17],

Autel, bas-reliefs et tableau.
- Jardin de Berchigranges, d'initiative privée.
- Foire à la cholande ou chalande[19], sorte de pain biscuit fourré au lard. Foire dissoute en 2017.

### Personnalités liées à la commune
- René Morel (1908-1974), général français, Compagnon de la Libération, né et mort à Granges-sur-Vologne.
- Étienne Seitz, né en 1811. C’est en 1856, que le quinquaïeul de Dominique Walter, chanteur et humoriste vosgien[20], fonde à Granges-sur-Vologne la filature et le tissage de Namur. En 1860, il crée à Aumontzey une filature. En 1884, à la suite du décès d’Étienne Seitz, son gendre Didier Walter (1826-1897), qui sera maire de la commune et président du syndicat cotonnier de l'Est[21], et son épouse héritent de l’entreprise familiale et la rebaptisent « D. Walter-Seitz et Cie». À partir de 1989, l’entreprise Walter-Seitz et son site industriel intègrent la Société des Textiles de Granges sur Vologne (T.G.V.).
- Georges Baumont, professeur de lettres, bibliothécaire, historien[22].
- Nicolas Gergel, ecclésiastique[23].

### Héraldique, logotype et devise
| Blason | Blasonnement : D'azur à un Saint-Georges contourné d’argent terrassant un dragon de même au franc quartier d'argent chargé d'une roue de moulin de gueules. Commentaires : Saint Georges est le patron de la commune ; la roue représente les moulins qui se trouvaient sur la Vologne. |

## Pour approfondir